# Torre La Falsa
La Torre de La Falsa, también conocida como Torre Falzà, o simplemente Torre l'Alfasar, es un monumento del municipio de Albocácer, en la comarca del Alto Maestrazgo, de la provincia de Castellón, que está catalogado como Bien de Interés cultural, según consta en la ficha Bic de la Dirección General de Patrimonio Artístico de la Generalidad Valenciana.
Se ubica en las cercanías de la población, aproximadamente a un quilómetro de distancia, en el llamado camino de Serratella, dentro de una masía que debió incorporar la torre como elemento defensivo de las explotaciones agrícolas aisladas, por lo que adosadas a ella existen pequeñas construcciones de uso agrícola.

## Descripción
Presenta planta rectangular con fábrica de mampostería, reforzada en las esquinas por pequeños sillares. Vendría a tener la altura equivalente a una casa con planta baja y dos pisos, pudiéndose contemplar ventanas en el centro de sus muros. La cubierta se divide en dos mitades, una vertiente, plana de teja, y otra, más elevada, que está rematada en corona almenada.
La entrada se realiza por una puerta adintelada, en el primer piso existe una ventana rectangular y otra de menor tamaño en el segundo, donde además se puede observar pequeños canes que podríamos considerar como restos de un antiguo matacán. También presenta pequeñas ventanas adinteladas en el resto de las fachadas.
Actualmente se conserva en la cubierta inferior junto al testero, los restos de lo que debió ser antiguamente una chimenea.

## Historia
Su construcción se llevó a cabo entre finales del siglo XV y casi todo el siglo XVI, aunque está datado en 1584, y si atendemos a la inscripción existente en el dintel de la puerta, perteneció a un notario llamado Juan Miquel.